# 소녀시대의 음반 목록
다음은 대한민국의 여성 가수 그룹 소녀시대가 발매한 음반 목록이다. 데뷔 후, 2007년부터 현재까지 총 7장의 정규 음반과 3장의 리패키지 음반을 발매하였으며, 미니 음반(EP) 4장, 싱글 음반 3장(싱글 1장, 디지털싱글 2장), 2장의 라이브 음반을 발매하였다. 소녀시대가 해외 진출을 선언한 이후, 일본에서 총 2장의 정규 음반과 1장의 리패키지 음반, 싱글 음반 6장을 발매하였다.
2007년 8월 2일 소녀시대는 데뷔 싱글 〈다시 만난 세계〉를 발매한다. 데뷔하자마자 엠 카운트다운에서 1위를 거두는 등 신인치고는 성공적인 활동을 마쳤다. 3달 뒤, 소녀시대의 첫 정규 음반 《소녀시대》가 발매되고 인기가요에서의 뮤티즌 송 수상을 물론 연말 가요 시상식에서 많은 신인상을 수상한다. 2008년 1월부터는 후속곡 "Kissing You"의 활동을 시작했는데, 이는 소녀시대의 이름을 본격적으로 알리는 계기가 되었다. 같은 연도 3월 인기에 힘입어 첫 리패키지 음반 Baby Baby를 발매해 동명의 타이틀 곡 "Baby Baby"도 많은 인기를 얻었다.
이후 약 1년 뒤, 첫 EP 음반 Gee를 발매했고 뮤직뱅크에서 9주 연속 1위로 신기록을 세웠고 2009년 최고의 노래로 손꼽힌다. 2009년 6월에는 두 번째 EP 음반 《소원을 말해봐 (Genie)》을 발매해 큰 인기를 누린다. 2010년 1월 말 두 번째 정규 음반 Oh!가 발매되고 치어리더 컨셉으로 각종 차트에서 1위를 거두며 큰 인기를 얻었다. 3월에는 두 번째 리패키지 음반 Run Devil Run을 발매해 활동했었다. 이후 2010년 9월 일본에서 첫 싱글 "Genie"를 발매하며 본격적인 해외 진출에 힘썼는데, 오리콘 차트에서 2위를 달성하였고 골드 인증을 받는 성과를 거둔다. 2010년 10월 일본 두 번째 싱글 "Gee"를 발매해 오리콘 일간 차트에서 1위를 거둔다. 이는 대한민국 여성 그룹중 최초의 기록이다. 이후 일본 활동에 전념할 것이라는 예측과 달리 12월달 대한민국에서 세 번째 EP 《훗》을 발매해 대부분의 차트에서 1위를 휩쓸었다. 일본에서 2011년 6월 1일 발매된 GIRLS' GENERATION은 일본에 진출한 걸그룹 최초로 50만장 이상의 판매고를 기록하여 플래티넘 인증을 받았다. 10월 중순 대한민국에서 The Boys를 발매하였고 40만장 이상을 팔아치웠다. 한편 소녀시대는 “The Boys”로 미국과 유럽으로도 진출했다. 2012년 4월 30일에는 멤버 태연, 티파니, 서현이 유닛 그룹 소녀시대-태티서를 결성하여 미니 앨범 Twinkle을 발매했다. 같은 해 11월 28일에는 일본 두 번째 정규 앨범 Girls' Generation II: Girls & Peace을 발매했다. 그리고 2013년 1월 1일 한국 네 번째 정규 앨범 I Got a Boy를 발매한 뒤 2014년 2월, Mr.Mr.로 컴백하였다. 2015년 7월 1일 오는 7일 다섯 번째 정규 앨범에 앞서 싱글 앨범 Party를 발매한 뒤 순차적으로 Lion Heart, You Think 발표해 더블 타이틀곡으로 활동하였다.
2017년 8월 4일 여섯 번째 정규 앨범 All Night, Holiday 발표해 더블 타이틀곡으로 활동하였다.
2022년 8월 5일 일곱 번째 정규 앨범 FOREVER 1 발표해 타이틀곡으로 활동하였다.

## 정규 음반
| 2007                                      | 소녀시대 - 포맷 : CD · 디지털 다운로드 - 발매일자 : 2007년 11월 1일 - 레이블 : 아이리버     | 1 | 1 | 37 | ―  | - 한국 : 206,047+                                  |
| 2010                                      | Oh! - 포맷 : CD · 디지털 다운로드 - 발매일자 : 2010년 1월 28일 - 레이블 : 아이리버          | 1 | 1 | 2  | 54 | - 한국 : 418,162+ - 일본 : 36,069+                 |
| 2011                                      | The Boys - 포맷 : CD · 디지털 다운로드 - 발매일자 : 2011년 10월 19일 - 레이블 : 아이리버    | 1 | 1 | 1  | 2  | - 한국 : 464,377+ - 미국 : 1,000+ - 일본 : 69,735+ |
| 2013                                      | I Got a Boy - 포맷 : CD · 디지털 다운로드 - 발매일자 : 2013년 1월 1일 - 레이블 : 아이리버   | 1 | 1 | 2  | 7  | - 한국 : 308,027+ - 미국 : 3,000+ - 일본 : 53,563+ |
| 2015                                      | Lion Heart - 포맷 : CD · 디지털 다운로드 - 발매일자 : 2015년 8월 18일 - 레이블 : 아이리버   | 1 | 1 | 13 | 11 | - 한국 : 154,636+ - 미국 : 1,000+ - 일본 : 21,463+ |
| 2017                                      | Holiday Night - 포맷 : CD · 디지털 다운로드 - 발매일자 : 2017년 8월 4일 - 레이블 : 아이리버 | 2 | 2 | 18 | 11 | - 한국 : 167,638+ - 미국 : 2,000+ - 일본 : 11,055+ |
| 2022                                      | FOREVER 1 - 포맷 : CD · 디지털 다운로드 - 발매일자 : 2022년 8월 5일 - 레이블 : 아이리버     |   |   |    |    | - 한국 : - 미국 : - 일본 :                         |
| "—" 표시는 차트에 진입하지 못함을 의미함. |                                                                                             |   |   |    |    |                                                    |

## 미니 음반
| 2009                                      | Gee - 포맷 : CD · 디지털 다운로드 - 발매일자 : 2009년 1월 7일 - 레이블 : 아이리버                    | 1 | 1 | 5 | ―  | - 한국 : 100,000+                                  | ―             |
| 2009                                      | 소원을 말해봐 (Genie) - 포맷 : CD · 디지털 다운로드 - 발매일자 : 2009년 6월 29일 - 레이블 : 아이리버 | 1 | 1 | 4 | ―  | - 한국 : 200,000+                                  | ―             |
| 2010                                      | 훗 (Hoot) - 포맷 : CD · 디지털 다운로드 - 발매일자 : 2010년 10월 25일 - 레이블 : 아이리버            | 1 | 1 | 3 | 2  | - 한국 : 192,375+ - 일본 : 148,761+                | - RIAJ : 골드 |
| 2014                                      | Mr.Mr. - 포맷 : CD · 디지털 다운로드 - 발매일자 : 2014년 2월 24일 - 레이블 : 아이리버                | 1 | 1 | 5 | 11 | - 한국 : 165,421+ - 미국 : 3,000+ - 일본 : 22,521+ | ―             |
| "—" 표시는 차트에 진입하지 못함을 의미함. | |   |   |   |    |                                                    |               |

### 리패키지 음반
| 제목                                                | 앨범 정보                                                                       | 최고 차트 순위 | 판매량                     |
| 제목                                                | 앨범 정보                                                                       | 한국           | 판매량                     |
| --------------------------------------------------- | ------------------------------------------------------------------------------- | -------------- | -------------------------- |
| 《BABY BABY》                                       | - 발매일: 2008년 3월 13일 - 포맷: CD, 디지털 다운로드 - 레이블: SM 엔터테인먼트 | ―              | - 한국: 68,600             |
| 《Run Devil Run》                                   | - 발매일: 2010년 3월 22일 - 포맷: CD, 디지털 다운로드 - 레이블: SM 엔터테인먼트 | 1              | - 한국: 182,295            |
| 《Re:Package Album "GIRLS' GENERATION" ~The Boys~》 | - 발매일: 2011년 12월 28일 - 포맷: CD, 디지털 다운로드 - 레이블: 나유타 웨이브  | ―              | - GIRLS' GENERATION과 합산 |

### 컴필레이션 음반
| 제목                            | 앨범 정보                                                                     | 최고 차트 순위 | 최고 차트 순위 | 판매량          | 인증         |
| 제목                            | 앨범 정보                                                                     | 일본           | 타이완         | 판매량          | 인증         |
| ------------------------------- | ----------------------------------------------------------------------------- | -------------- | -------------- | --------------- | ------------ |
| 《BEST SELECTION NON STOP MIX》 | - 발매일: 2013년 3월 20일 - 포맷: CD, 디지털 다운로드 - 레이블: 나유타 웨이브 | 6              | ―              | - 일본: 24,583  |              |
| 《THE BEST》                    | - 발매일: 2014년 7월 23일 - 포맷: CD, 디지털 다운로드 - 레이블: 나유타 웨이브 | 1              | 4              | - 일본: 182,765 | - RIAJ: 골드 |

### 라이브 음반
| 제목                                               | 앨범 정보                                                                        | 최고 차트 순위 | 판매량         |
| 제목                                               | 앨범 정보                                                                        | 한국           | 판매량         |
| -------------------------------------------------- | -------------------------------------------------------------------------------- | -------------- | -------------- |
| 《Into The New World (The 1st Asia Tour Concert)》 | - 발매일: 2010년 12월 30일 - 포맷: CD, 디지털 다운로드 - 레이블: SM 엔터테인먼트 | 1              | - 한국: 46,568 |
| 《2011 Girls Generation Tour》                     | - 발매일: 2013년 4월 11일 - 포맷: CD, 디지털 다운로드 - 레이블: SM 엔터테인먼트  | 1              | - 한국: 21,499 |

## 타이틀곡
| 2007                                      | 다시 만난 세계        | 8  | 9  | 73 | ― | ―  | ―  | ―  | ―  | ―  | 다시 만난 세계        |
| 2007                                      | 소녀시대              | 8  | 7  | ―  | ― | ―  | ―  | ―  | ―  | ―  | 소녀시대              |
| 2008                                      | Baby Baby             | 12 | 14 | 90 | ― | ―  | ―  | ―  | ―  | ―  | Baby Baby             |
| 2009                                      | Gee                   | 1  | 1  | 1  | ― | ―  | ―  | ―  | ―  | ―  | Gee                   |
| 2009                                      | 소원을 말해봐 (Genie) | 1  | 2  | 16 | ― | ―  | ―  | ―  | ―  | ―  | 소원을 말해봐 (Genie) |
| 2010                                      | Oh!                   | 1  | 1  | 5  | ― | ―  | 2  | ―  | ―  | 4  | Oh!                   |
| 2010                                      | Run Devil Run         | 1  | 1  | 25 | ― | ―  | 26 | ―  | ―  | 22 | Run Devil Run         |
| 2010                                      | 훗 (Hoot)             | 1  | 4  | 10 | 1 | 6  | 28 | 1  | 2  | 31 | 훗 (Hoot)             |
| 2011                                      | The Boys              | 1  | 4  | 43 | 1 | 2  | 10 | 1  | 6  | 49 | The Boys              |
| 2013                                      | I Got a Boy           | 1  | 1  | 13 | 1 | 1  | 11 | 2  | 6  | 48 | I Got a Boy           |
| 2014                                      | Mr.Mr.                | 1  | 3  | 54 | 1 | 1  | 11 | 3  | 3  | 48 | Mr.Mr.                |
| 2015                                      | PARTY                 | 1  | 6  | 59 | 1 | 5  | 58 | 4  | 8  | 70 | PARTY                 |
| 2015                                      | Lion Heart            | 4  | 4  | 44 | 3 | 8  | 50 | 4  | 4  | 53 | Lion Heart            |
| 2017                                      | Holiday               | 12 | 14 | ―  | 9 | 10 | ―  | 21 | 27 | ―  | Holiday Night         |
| "—" 표시는 차트에 진입하지 못함을 의미함. |                       |    |    |    |   |    |    |    |    |    |                       |

## 기타 활동 음반

### O.S.T.
- 2007년 11월 29일 SBS 금요드라마 《아들찾아 삼만리》
  - 1. Touch The Sky (Original Ver.) - 태연&제시카&써니&티파니&서현
  - 1. Touch The Sky (Drama Ver.)
- 2008년 1월 28일 KBS 수목드라마 《쾌도 홍길동》
  - 2. 만약에 - 태연
  - 5. 작은 배 - 태연&제시카&써니&서현
- 2008년 8월 1일 넥슨 게임 《Mabinogi(마비노기)》
  - 1. It's Fantastic - 제시카&티파니&서현
- 2008년 8월 8일 SBS 드라마스페셜 《워킹맘》
  - 1. 꼭! - 유리&수영
  - 2. 사랑을 몰라요 - 써니
- 2008년 9월 17일 MBC 수목미니시리즈 《베토벤 바이러스》
  - 4. 들리나요 - 태연
  - 13. 사랑은 선율을 타고 (Day By Day) - 태연&제시카&써니&티파니&서현
- 2009년 3월 5일 영화 《스토리 오브 와인》
  - 2. 이제서야 - 써니
- 2009년 3월 26일 SBS 대하사극 《자명고》
  - 1. 나 혼자서 - 티파니
  - 1. 나 혼자서 (Inat.) - 티파니
- 2009년 9월 23일 MBC 수목드라마 《맨땅에 헤딩》
  - 2. 사랑인걸요 - 태연&써니
  - 4. Motion - 태연&제시카&써니&티파니&서현
- 2010년 2월 16일 MBC 월화드라마 《파스타》
  - 2. 영원히 너와 꿈꾸고 싶다 - 소녀시대
- 2010년 3월 23일 SBS 월화미니시리즈 《오! 마이 레이디》
  - 1. 그대 인형 - 써니
- 2010년 6월 25일 MBC 주말특별기획 《김수로》
  - 1. 아파도 괜찮아요 - 서현
  - 1. 아파도 괜찮아요 (Inat.) - 서현
- 2010년 8월 9일 SBS 애니메이션 《내 친구 해치》
  - 1. 해치 (full ver.) - 소녀시대
  - 2. 해치 (opening ver.) - 소녀시대
  - 3. 해치 (ending ver.) - 소녀시대
- 2010년 10월 15일 한국 홍보드라마 《하루》 Part 2
  - 1. 반지 (Banji) - 티파니
- 2010년 12월 13일 SBS 월화드라마 《아테나: 전쟁의 여신》
  - 1. 사랑해요 (I LOVE YOU) - 태연
  - 2. 사랑해요 (I LOVE YOU) (Inst.) - 태연
- 2011년 5월 18일 KBS 수목드라마 《로맨스 타운》
  - 1. 눈물이 넘쳐서 - 제시카
  - 2. 눈물이 넘쳐서 (Inst.) - 제시카
- 2012년 1월 19일 KBS 수목드라마 《난폭한 로맨스》 Part 2
  - 1. 어쩜 - 제시카
  - 2. 어쩜 (Inst.) - 제시카
- 2012년 2월 13일 MBC 일일시트콤 《하이킥! 짧은 다리의 역습》
  - 1. Don't Say No - 서현&윤건
  - 2. Don't Say No (Inst.) - 서현&윤건
- 2012년 3월 28일 MBC 수목미니시리즈 《더킹 투하츠》 Part 1
  - 1. 미치게 보고싶은 - 태연
- 2012년 4월 10일 KBS 월화드라마 《사랑비》 Third Single
  - 1. 그대니까요 - 티파니
- 2012년 4월 16일 SBS 월화미니시리즈 《패션왕》 Part 3
  - 1. 기다릴게요 - 서현
  - 2. 기다릴게요 (Inst.) - 서현
- 2012년 4월 24일 영화 《I AM.》
  - 1. Dear My Family - SMTOWN <노래엔 태연만 참여>
  - 2. Dear My Family (Inst.) - SMTOWN
- 2012년 9월 7일 KBS 대하드라마 《대왕의 꿈》 Part 1
  - 1. 마음길 - 제시카
  - 2. 마음길 (Inst.) - 제시카
- 2012년 9월 19일 SBS 수목드라마 《아름다운 그대에게》
  - 1. Butterfly - 제시카&크리스탈
  - 3. 나야 (It's me) - 써니&루나
  - 5. 아름다운 그대에게 - 티파니&규현
  - 7. 가까이 - 태연
  - 10. Butterfly (Acoustic Ver.) - 제시카&크리스탈
- 2013년 3월 13일 SBS 수목드라마 《그 겨울, 바람이 분다》
  - 1. 그리고 하나 - 태연
  - 2. 그리고 하나 (Inst.) - 태연
- 2013년 4월 17일 SBS 수목드라마 《내 연애의 모든 것》 Part 2
  - 1. 한걸음 - 티파니
  - 2. 한걸음 (Inst.) - 티파니
- 2013년 6월 13일 MBC 수목미니시리즈 《여왕의 교실》 Part.1
  - 1. 두 번째 서랍 (The 2nd Drawer) - 써니
  - 2. 두 번째 서랍 (The 2nd Drawer) (Inst.) - 써니
- 2013년 6월 24일 tvN 드라마 《연애조작단; 시라노》
  - 1. 그대라는 한 사람 (The One Like You) - 제시카
  - 2. 그대라는 한 사람 (The One Like You) (Inst.) - 제시카
- 2013년 7월 9일 영화 《미스터고》
  - 1. Bye - 태연
  - 2. Bye (Chinese Ver.) - 태연
  - 3. Bye (Inst.) - 태연
- 2014년 5월 30일 SBS 수목드라마 《너희들은 포위됐다》 Part 2
  - 1. 사랑 그 한마디 - 태연
  - 2. 사랑 그 한마디 (Inst.) - 태연
- 2015년 2월 24일 KBS 월화드라마 《블러드》 Part 1
  - 1. Only One - 티파니
  - 2. Only One (Inst.) - 티파니

### 로고송
- 2008년 5월 1일 MBC FM4U 《두시의 데이트 박명수입니다》 로고송
- 2008년 5월 1일 MBC 표준FM 《신동, 김신영의 심심타파》 로고송
- 2010년 1월 18일 SBS 로고송 《소녀시대의 SBS로고송 Vol.1》 - 내일을 봅니다[12]
  - 1. SBS 로고송(오리지널) - 소녀시대
  - 2. SBS 로고송(오리지널/코러스) - 소녀시대
  - 3. SBS 로고송(오리지널/SBS광고) - 소녀시대
  - 4. SBS 로고송(오리지널/MR) - 소녀시대
  - 5. SBS 로고송(락버전) - 소녀시대
  - 6. SBS 로고송(락버전/제시카솔로) - 소녀시대
  - 7. SBS 로고송(발라드버전) - 소녀시대
  - 8. SBS 로고송(발라드버전/태연솔로) - 소녀시대
  - 9. SBS 로고송(발라드버전/제시카솔로) - 소녀시대
  - 10. SBS 로고송(국악버전/MR) - 소녀시대
  - 11. SBS 로고송(국악버전) - 소녀시대
- 2010년 5월 10일 제5회 지방선거 투표송 《MBC 선택 2010》 로고송 - 랄랄라

### 참여
다른 가수의 노래나 음반에 참여한 목록.
- A^소녀시대가 피쳐링, 듀엣으로 참여한 음반이다.
- B^소녀시대가 참여한 컴필레이션 음반이다.
- 2004년 8월 23일 더원 2집〈The One〉[A]
  - 9. You Bring Me Joy (Part 2) (Feat. 태연) - 더원
- 2007년 12월 7일 〈2007 Winter SMTOWN〉[B]
  - 1.　사랑 하나죠 (ONLY LOVE) - SMTOWN
  - 7.　Love Melody
- 2007년 12월 13일 컴필레이션 앨범 〈빛〉[B]
  - 1.　빛 - 소녀시대 外
- 2008년 2월 20일 〈Sweet Memories With 소녀시대〉[B]
- 2008년 3월 13일 〈Heart 2 Heart With 소녀시대〉[B]
- 2008년 4월 7일 RoomMate 1st 〈오빠나빠〉[B]
  - 1.　오빠나빠 - 제시카&티파니&서현
- 2008년 4월 18일 2008 SBS 희망 TV24 〈손을 잡아요〉[B]
  - 1.　손을 잡아요 - 소녀시대 外
- 2008년 5월 8일 김동완  2집 앨범 〈The Secret : Between Us〉[A]
  - 2.　비밀 (Narr. 소녀시대 티파니) - 김동완 (Feat. 티파니)
- 2008년 6월 5일 슈퍼주니어 해피  미니 앨범 〈요리왕(COOKING? COOKING!)〉[A]
  - 1.  요리왕 (Cooking? Cooking!) - 슈퍼주니어 해피 (Narr. 써니)
- 2008년 6월 20일 8Eight 싱글 〈I Love You〉[A]
  - 1.　I Love You - 8Eight (Feat.제시카)
- 2008년 11월 1일 그린콘서트 〈We Love Bears〉 캠페인 송[B]
  - 1.　I can't bear anymore - 소녀시대
- 2008년 12월 1일 RoomMate Mini Album 〈있잖아 나말야〉[B]
  - 6.　오빠나빠 - 제시카&티파니&서현 (Special Track)
- 2008년 12월 11일 윤상 리메이크 앨범 〈Song Book : Play with him〉[B]
  - DISC1-3.　랄랄라 - 소녀시대&윤상
- 2009년 2월 17일 프로젝트 싱글 〈짜라자짜〉[A]
  - 1.　짜라자짜 - 주현미&서현
- 2009년 3월 31일 케이윌 미니앨범 〈눈물이 뚝뚝〉[A]
  - 4.　소녀, 사랑을 만나다 - K.will (Feat.티파니)
- 2009년 5월 14일 더 블루 싱글 〈The Blue, The First Memories〉[A]
  - 2.　너만을 느끼며 - The Blue (Feat.티파니&수영)
- 2009년 7월 13일 〈무한도전 올림픽대로 듀엣가요제〉[B]
  - 5.　냉면 - 명카드라이브 (박명수&제시카&이트라이브)
- 2009년 12월 15일 서울시 홍보 송 〈S.E.O.U.L〉[A]
  - 1.　S.E.O.U.L - 소녀시대&슈퍼주니어
- 2010년 4월 27일 이승철 데뷔 25주년 헌정 음반[B]
  - 4.　소녀시대 - 소녀시대
- 2010년 10월 15일 서울 G20 캠페인송 〈Group Of 20〉[B]
  - 1.　Let's Go (Korean Ver.) - Various Artists
  - 2.　Let's Go (English Ver.) - Various Artists
  - 3.　Let's Go (Inst.) - Various Artists
- 2010년 11월 17일 더원 디지털 싱글 〈별처럼〉[A]
  - 1.　별처럼 - 태연, The One
  - 2.　별처럼 (MR) - 태연, The One
- 2011년 1월 5일 동방신기 5집 〈왜(Keep Your Head Down)〉[A]
  - 11.　JOURNEY - 동방신기 (Feat.서현)
- 2011년 1월 31일 김범수 디지털 싱글 〈달라〉[A]
  - 1.　달라 - 태연, 김범수
  - 2.　달라 (inst) - 태연, 김범수
- 2011년 10월 11일 2011 아시아송페스티벌 With UNICEF[A]
  - 1.　Dreams Come True - 서현,동해
  - 2.　Dreams Come True (Inst.) - 서현,동해
- 2011년 12월 13일 2011 SM Town Winter (The Warmest Gift)[B]
  - 5.　Diamond - 소녀시대
- 2012년 2월 1일 미료 첫 번째 솔로 앨범〈MIRYO aka JOHONEY〉[A]
  - 3.　사랑해 사랑해 (Feat. 써니 of 소녀시대)
- 2014년 11월 20일 황성제 Project 슈퍼히어로 3rd Line Up[B]
  - 1.　First Kiss - 써니
- 2014년 2월 10일 S.M. THE BALLAD Vol. 2 `Breath` 숨소리[B]
  - 1.　숨소리(Breath) (Sung by 태연 of 소녀시대 & 종현 of 샤이니)
- 2014년 2월 12일 S.M. THE BALLAD Vol. 2 `Breath` Set Me Free[B]
  - 1.　Set Me Free (Sung by 태연 of 소녀시대)
- 2014년 2월 13일 S.M. THE BALLAD Vol. 2 `Breath[B]
  - 2.　숨소리(Breath) (Sung by 태연 of 소녀시대 & 종현 of 샤이니)
  - 4.　Set Me Free (Sung by 태연 of 소녀시대)
- 2015년 4월 21일 옥탑방 프로젝트 The 1st Album `심쿵주의보`[B]
  - 1.　심쿵주의보 - 써니
  - 2.　심쿵주의보 (inst) - 써니
- 2015년 9월 10일 임재범 30주년 기념 앨범 Project 1[A]
  - 1.　사랑보다 깊은 상처 - 임재범 (With 태연)

### 광고 CM송
- 2008년 5월 8일 삼성 애니콜 햅틱(Haptic) 광고 〈햅틱모션 (Haptic Motion)〉
  - 1.　햅틱모션 (Haptic Motion)
- 2009년 4월 14일 삼성 기업 이미지 광고 〈하하하 송〉
  - 1.　하하하 송
- 2009년 9월 25일 삼양식품 삼양라면 광고 〈보글보글 송〉
  - 1.　보글보글 송 (게임 '보글보글' 주제곡 개사)
- 2009년 10월 8일 LG 싸이언 뉴초콜릿폰 광고 〈초콜릿 러브 (Chocolate love)〉
  - 1.　초콜릿 러브 (Chocolate love)
- 2009년 11월 20일 맛있는 생각 굽네치킨 광고 〈굽네 송〉
  - 1.　굽네 송
- 2010년 4월 26일 LG 싸이언 소시의 쿠키폰 광고 〈Hey, cooky!〉
  - 1. Hey, cooky! (hey, mickey! 리메이크)
- 2010년 5월 20일 케리비안베이 광고 〈Cabi〉
  - 1. Cabi
- 2010년 8월 30일 이니스프리 에코송 〈Innisfree day〉
  - 1. Innisfree day (이니스프리 에코송) - 윤아
- 2010년 10월 13일 SPC그룹 이미지 광고 〈SWEET DELIGHT〉
  - 1. Sweet Delight (SPC Version) - 제시카
  - 2. Sweet Delight (Radio Edit) - 제시카
  - 3. Sweet Delight-east4A QM mix (SPC Version) - 제시카
  - 4. Sweet Delight-east4A QM mix (Radio Edit) - 제시카
  - 5. Sweet Delight (Inst) - 제시카
  - 6. Sweet Delight-east4a QM mix (Inst) - 제시카
- 2011년 1월 18일 인텔 2세대 인텔 코어 프로세스 패밀리 홍보 〈비주얼드림 (Pop!Pop!)〉
  - 1. 비주얼드림 (POP!POP!) - Intel 콜라보레이션
- 2012년 10월 18일 현대자동차 벨로스터, i30, i40 주제곡 PYL [A]
  - 1.My Lifestyle (Feat. Dok2) - 제시카
- 2012년 10월 31일 현대자동차 벨로스터, i30, i40 주제곡 PYL [A]
  - 1.MAXSTEP - Younique Unit

## 뮤직비디오
| 연도 | 노래 제목                                                      | 가수                |
| ---- | -------------------------------------------------------------- | ------------------- |
| 2007 | 다시만난세계                                                   | 소녀시대            |
| 2007 | 소녀시대                                                       | 소녀시대            |
| 2007 | 사랑하나죠(Only love)                                          | SMTOWN              |
| 2008 | Kissing You                                                    | 소녀시대            |
| 2008 | Baby Baby                                                      | 소녀시대            |
| 2008 | 만약에(쾌도 홍길동 OST)                                        | 태연                |
| 2008 | 오빠 나빠                                                      | 제시카&티파니&서현  |
| 2008 | It`s Fantastic!                                                | 제시카&티파니&서현  |
| 2008 | 들리나요(베토벤 바이러스OST)                                   | 태연                |
| 2009 | Gee                                                            | 소녀시대            |
| 2009 | 힘내                                                           | 소녀시대            |
| 2009 | 나혼자서(자명고 OST)                                           | 티파니              |
| 2009 | 사랑인걸요(맨땅의 헤딩OST)                                     | 태연&써니           |
| 2009 | 소원을 말해봐                                                  | 소녀시대            |
| 2009 | S.E.O.U.L                                                      | 소녀시대&슈퍼주니어 |
| 2009 | Chocolate Love Ver.2                                           | 소녀시대            |
| 2009 | 하하하송                                                       | 소녀시대            |
| 2010 | Hey, Cooky!                                                    | 소녀시대            |
| 2010 | Oh!                                                            | 소녀시대            |
| 2010 | Run Devil Run                                                  | 소녀시대            |
| 2010 | Echo                                                           | 소녀시대            |
| 2010 | Black Swan                                                     | 소녀시대            |
| 2010 | 랄랄라                                                         | 소녀시대            |
| 2010 | Cabi Song                                                      | 소녀시대            |
| 2010 | 내 친구 해치                                                   | 소녀시대            |
| 2010 | 소원을 말해봐 (3D Ver.)                                        | 소녀시대            |
| 2010 | Genie (Japanese Ver.)                                          | 소녀시대            |
| 2010 | Gee (Japanese Ver.)                                            | 소녀시대            |
| 2010 | Hoot                                                           | 소녀시대            |
| 2010 | 첫눈에...                                                      | 소녀시대            |
| 2010 | 별처럼                                                         | 태연&더원           |
| 2011 | Beautiful Girls(feat.유영진)                                   | 소녀시대            |
| 2011 | 사랑해요(아테나OST)                                            | 태연                |
| 2011 | 비주얼드림(POP!POP!)                                           | 소녀시대            |
| 2011 | Mr.TAXI                                                        | 소녀시대            |
| 2011 | Run Devil Run (Japanese Ver.)                                  | 소녀시대            |
| 2011 | Run Devil Run (3D Ver.)                                        | 소녀시대            |
| 2011 | Bad Girl                                                       | 소녀시대            |
| 2011 | The Boys                                                       | 소녀시대            |
| 2011 | MR.TAXI (Korean Ver.)                                          | 소녀시대            |
| 2012 | Time Machine                                                   | 소녀시대            |
| 2012 | Twinkle                                                        | 소녀시대-태티서     |
| 2012 | Paparazzi                                                      | 소녀시대            |
| 2012 | All My Love is For You                                         | 소녀시대            |
| 2012 | 가까이(아름다운그대에게OST)                                    | 태연                |
| 2012 | Oh! (Japanese Ver.)                                            | 소녀시대            |
| 2012 | Flower Power                                                   | 소녀시대            |
| 2012 | Dancing Queen                                                  | 소녀시대            |
| 2013 | I Got A Boy                                                    | 소녀시대            |
| 2013 | Love & Girls                                                   | 소녀시대            |
| 2013 | Galaxy Supernova                                               | 소녀시대            |
| 2013 | My oh My                                                       | 소녀시대            |
| 2013 | Beep Beep                                                      | 소녀시대            |
| 2014 | Mr. Mr.                                                        | 소녀시대            |
| 2014 | Indestructible                                                 | 소녀시대            |
| 2014 | Holler                                                         | 소녀시대-태티서     |
| 2014 | DIVINE                                                         | 소녀시대            |
| 2015 | Catch Me If You Can                                            | 소녀시대            |
| 2015 | Party                                                          | 소녀시대            |
| 2015 | Lion Heart                                                     | 소녀시대            |
| 2015 | You Think                                                      | 소녀시대            |
| 2015 | I                                                              | 태연                |
| 2015 | Dear Santa                                                     | 소녀시대-태티서     |
| 2015 | 겨울을 닮은 너 (Winter Story)_Live Acoustic Version            | 소녀시대-태티서     |
| 2016 | Rain                                                           | 태연                |
| 2016 | 덕수궁 돌담길의 봄 (Deoksugung Stonewall Walkway) (Feat. 10cm) | 윤아                |
| 2016 | 제주도의 푸른 밤                                               | 태연                |
| 2016 | I Just Wanna Dance                                             | 티파니              |
| 2016 | Heartbreak Hotel                                               | 티파니              |
| 2016 | Why                                                            | 태연                |
| 2016 | Starlight                                                      | 태연                |
| 2016 | 그 여름 (0805)                                                 | 소녀시대            |
| 2016 | Secret                                                         | 유리, 서현          |
| 2016 | 11:11                                                          | 태연                |
| 2016 | Mystery                                                        | 효연                |
| 2017 | Don't Say No                                                   | 서현                |
| 2017 | Fine                                                           | 태연                |
| 2017 | Make Me Love You                                               | 태연                |
| 2017 | Wannabe (Feat. San E)                                          | 효연                |
| 2017 | Holiday                                                        | 소녀시대            |
| 2017 | All Night                                                      | 소녀시대            |
| 2017 | 바람이 불면 (When The Wind Blows)                              | 윤아                |
| 2017 | This Christmas                                                 | 태연                |
| 2018 | Always Find You                                                | 유리                |
| 2018 | Sober                                                          | 효연                |
| 2018 | 너에게 (To You)                                                | 윤아                |
| 2018 | Something New                                                  | 태연                |
| 2018 | Over My Skin                                                   | 티파니              |
| 2018 | Stay                                                           | 태연                |
| 2018 | 몰랐니 (Lil' Touch)                                            | 소녀시대-Oh!GG      |
| 2018 | Teach You                                                      | 티파니              |
| 2018 | 빠져가 (Into You)                                              | 유리                |
| 2018 | Punk Right Now                                                 | 효연                |
| 2018 | Peppermint                                                     | 티파니              |
| 2018 | 겨울숨                                                         | 수영                |
| 2019 | Born Again                                                     | 티파니              |
| 2019 | Lips On Lips                                                   | 티파니              |
| 2019 | 사계 (Four Seasons)                                            | 태연                |
| 2019 | VOICE                                                          | 태연                |
| 2019 | 춘천 가는 기차                                                 | 태연                |
| 2019 | 여름밤 (Summer Night)                                          | 윤아                |
| 2019 | Runaway                                                        | 티파니              |
| 2019 | Badster                                                        | 효연                |
| 2019 | Magnetic Moon                                                  | 티파니              |
| 2019 | Run For Your Life                                              | 티파니              |
| 2019 | 불티 (Spark)                                                   | 태연                |
| 2019 | 숨겨진 세상 (Into The Unknown) (From 'Frozen2')                | 태연                |
| 2020 | 내게 들려주고 싶은 말 (Dear Me)                                | 태연                |

## 같이 보기
- 소녀시대
- 소녀시대의 음반 외 활동 목록